# 40 английских и уэльских мучеников

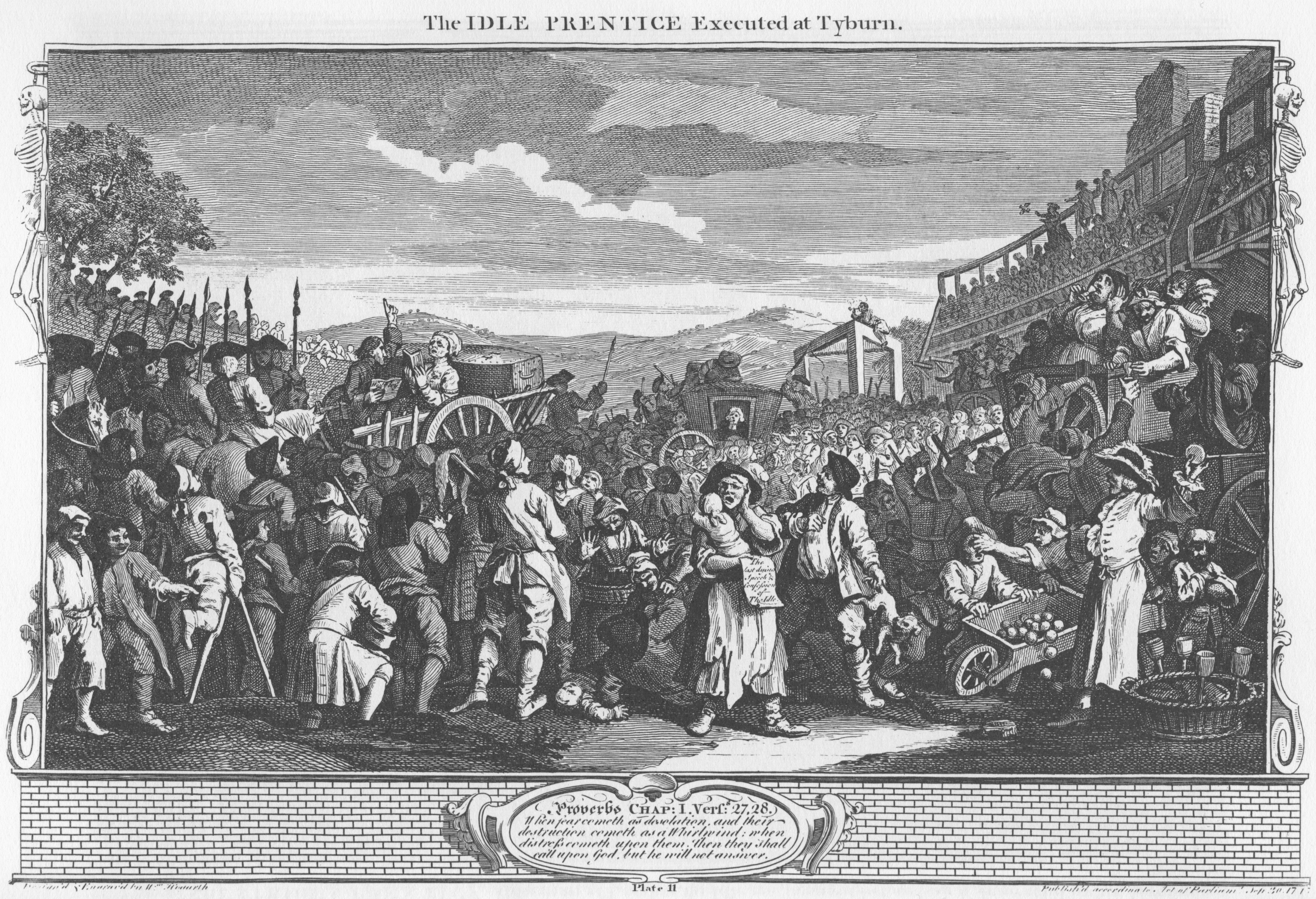
Сорок английских и уэльских мучеников

40 английских и уэльских мучеников — группа святых Римско-католической церкви, пострадавших во время преследований католиков в Великобритании во время английской Реформации с 1535 по 1679 года и канонизированных 25 октября 1970 года римским папой Павлом VI.
День памяти в католической церкви — 25 октября.

## Список святых
1. Джон Алмонд
2. Эдмунд Арроусмит
3. Амвросий Эдвард Барлоу
4. Александр Брайант
5. Джон Бост
6. Августин Вебстер
7. Томас Гарнет
8. Ричард Гвин
9. Филипп Говард
10. Эдмунд Дженнингс
11. Джон Джонс
12. Эдмунд Кампион
13. Джон Кембл
14. Люк Кёрби
15. Маргарет Клитроу
16. Анна Лайн
17. Дэвид Льюис
18. Джон Ллойд
19. Роберт Лоуренс
20. Кутберт Мейн
21. Генри Морс
22. Николас Оуэн
23. Полидор Пласден
24. Джон Плессингтон
25. Джон Пэйн
26. Ричард Рейнольдс
27. Джон Ригби
28. Джон Робертс
29. Альбан Ро
30. Роберт Саутвелл
31. Джон Саутворт
32. Джон Стоун
33. Джон Хафтон
34. Ральф Шервин
35. Юстас Уайт
36. Джон Уолл
37. Генри Уолпол
38. Маргарет Уорд
39. Свитун Уэллс
40. Филипп Эванс